# Dalparan
Kang Ki-young, dit Dalparan (hangeul : 달파란 ; RR : Dalparan ; MR : Talp'aran), est un compositeur de musique et directeur musical sud-coréen, né le 16 juillet 1966 à Séoul. Il collabore fréquemment avec le musicien musician Jang Young-gyu,.

## Biographie

### Jeunesse et formation
Kang Ki-young (hangeul : 강기영 ; RR : Gang Giyeong ; MR : Kang Kiyŏng) naît le 16 juillet 1966 à Séoul. Jeune, il fréquente le lycée de Yongsan (en).

### Carrière
En 1986, Kang Ki-young fonde un groupe de heavy metal appelé Sinawe (시나위), où il est guitariste basse, puis, lassé du groupe, se joint au groupe de rock moderne H2O (ko), avant de changer de nom Pippi Band (ko) (삐삐밴드) au milieu des années 1990.
Alors qu'il est toujours dans le groupe Pippi Band, il change de nom de scène en Dalparan parce qu'« un jour, j’ai levé les yeux vers le ciel et la pleine lune était vraiment belle. La lune ne montre qu’une seule face. Mais il a aussi une face derrière, étant invisible. À certains égards, cela m'a semblé un peu faux. J'ai pensé que ce serait génial si je pouvais devenir une personne qui se donne des pensées intéressantes comme cette lune. Ce n'est pas simple à dire « lune ». J'ai ajouté « bleu » pour lui donner une impression. La prononciation était amusante. ».
Au milieu des années 1990, le réalisateur Jang Sun-woo, après avoir entendu la chanson de ce dernier groupe Bad Movie (나쁜 영화), lui propose de mettre la musique dans son film Timeless Bottomless Bad Movie (나쁜 영화, 1997). Le musicien dira plus tard : « À cette époque, je pense que je l’ai accepté parce que ça rapportait de l’argent. Jamais je n'aurais pensé devenir compositeur de films. ». À la fin des années 1990, il le retrouve pour diriger la musique du film dramatique Fantasmes (거짓말, 1999), en tant que  directeur musical pour la première fois.
En juin 2016, son travail sur le thriller The Strangers (곡성) de Na Hong-jin, en tant que directeur musical, est reconnu.

## Filmographie partielle

### Longs métrages
- 1997 : Timeless Bottomless Bad Movie (나쁜 영화) de Jang Sun-woo
- 1998 : The Cut Runs Deep (컷 런스 딥) de John H. Lee
- 1999 : Fantasmes (거짓말) de Jang Sun-woo
- 2002 : Resurrection of the Little Match Girl (성냥팔이 소녀의 재림) de Jang Sun-woo
- 2004 : R-Point (알포인트) de Kong Su-chang
- 2005 : A Bittersweet Life (달콤한 인생) de Kim Jee-woon (avec Jang Young-gyu)
- 2005 : Boy Goes To Heaven (소년, 천국에 가다) de Yoon Tae-yong
- 2005 : The Aggressives (태풍태양) de Jeong Jae-eun
- 2006 : Les Formidables (강적) de Joe Min-ho
- 2008 : Le Bon, la Brute et le Cinglé (좋은 놈, 나쁜 놈, 이상한 놈) de Kim Jee-woon (avec Jang Young-gyu)
- 2008 : Antique (서양 골동 양과자점 앤티크) de Min Gyoo-dong
- 2009 : A Million (10억) de Jo Min-ho (avec Jang Young-gyu)
- 2011 : Gojijeon (고지전) de Jang Hoon (avec Jang Young-gyu)
- 2011 : Quick (퀵) de Jo Beom-goo
- 2012 : Les Braqueurs (도둑들) de Choi Dong-hoon (avec Jang Young-gyu)
- 2013 : Eunmilhage widaehage (은밀하게 위대하게) de Jang Cheol-soo
- 2014 : For the Emperor (황제를 위하여) de Park Sang-jun
- 2015 : Disparues (경성학교: 사라진 소녀들) de Lee Hae-yeong
- 2015 : Assassination (암살) de Choi Dong-hoon
- 2016 : The Strangers (곡성) de Na Hong-jin
- 2016 : Vanishing Time (택시 가려진 시간) de Eom Tae-hwa
- 2016 : Yourself and Yours (당신 자신과 당신의 것) de Hong Sang-soo
- 2017 : La Caméra de Claire de Hong Sang-soo
- 2018 : The Accidental Detective 2: In Action (탐정: 리턴즈) de Lee Eon-hee
- 2018 : Believer (독전) de Lee Hae-young
- 2018 : Hotel by the River (강변 호텔) de Hong Sang-soo
- 2020 : Samjin Company English Class (삼진그룹 영어토익반) de Lee Jong-pil
- 2020 : The Call (콜) de Lee Chung-hyun
- 2020 : Collectors (도굴) de Park Jeong-bae
- 2023 : Unlocked (스마트폰을 떨어뜨렸을 뿐인데) de Kim Tae-joon
- 2024 : Escape (탈주) de Lee Jong-pil
- 2024 : Wonderland (원더랜드) de Kim Tae-yong

### Courts métrages
- 2002 : Cowardly Vicious (겁쟁이들이 더 흉폭하다) de Lee Kwon
- 2004 : Cut de Park Chan-wook (séquence de Trois Extrêmes' (알포인트))
- 2006 : Goodbye Children (굿바이 칠드런) de Joe Min-ho
- 2011 : Dream the Good Dream (좋은 꿈 꾸세요) de Kang Min-sik

## Distinctions
Sauf indication contraire, les informations mentionnées dans cette section peuvent être confirmées par la base de données cinématographiques IMDb,  présente dans la section « Liens externes ».

### Récompenses
- Festival international du film de Catalogne 2005 : meilleure bande originale pour A Bittersweet Life
- Korean Association of Film Critics Awards 2005 : meilleure musique pour A Bittersweet Life
- Blue Dragon Film Awards 2016 : meilleure musique pour The Strangers[10]
- Grand Bell Awards 2017 : meilleure musique pour Vanishing Time
- Blue Dragon Film Awards 2018 : meilleure musique pour Believer
- Blue Dragon Film Awards 2021 : meilleure musique pour Samjin Company English Class
- Buil Film Awards 2023 : meilleure musique pour Phantom[11]
- Grand Bell Awards 2023 : meilleure musique pour Phantom[12]

### Nominations
- Blue Dragon Film Awards 2005 : meilleur musique pour A Bittersweet Life
- Grand Bell Awards 2005 : meilleur musique pour A Bittersweet Life
- Korean Film Awards 2005 : meilleur musique pour A Bittersweet Life
- Blue Dragon Film Awards 2008 : meilleure musique pour Le Bon, la Brute et le Cinglé
- Buil Film Awards 2008 : meilleure musique pour Le Bon, la Brute et le Cinglé
- Asian Film Awards 2009 : meilleur compositeur pour Le Bon, la Brute et le Cinglé
- Blue Dragon Film Awards 2011 : meilleure musique pour Gojijeon
- Blue Dragon Film Awards 2015 : meilleure musique pour Assassination
- Buil Film Awards 2015 : meilleure musique pour Disparues
- Grand Bell Awards 2015 : meilleure musique pour Assassination
- Buil Film Awards 2016 : meilleure musique pour The Strangers
- Chunsa Film Art Awards 2017 : meilleur technique (musique) pour The Strangers
- Buil Film Awards 2018 : meilleure musique pour Believer[13]
- Grand Bell Awards 2018 : meilleure musique pour Believer[14]
- Buil Film Awards 2019 : meilleure musique pour Hotel by the River
- Buil Film Awards 2021 : meilleure musique pour Samjin Company English Class[15]
- Blue Dragon Film Awards 2021 : meilleure musique pour The Call